# The Stepford Wives (1975)
The Stepford Wives (bra: Esposas em Conflito, ou As Esposas de Stepford; prt: Mulheres Perfeitas) é um filme estadunidense de 1975, dos gêneros ficção científica, terror e suspense, dirigido por Bryan Forbes, com trilha sonora de Michael Small e roteiro de William Goldman baseado no romance homônimo de Ira Levin.
O filme teria duas sequências para a TV (Revenge of the Stepford Wives, em 1980, e The Stepford Children, em 1987) e uma refilmagem em 2004.

## Elenco
- Katharine Ross...Joanna Eberhart
- Paula Prentiss...Bobbie Markowe
- Peter Masterson...Walter Eberhart
- Nanette Newman ...Carol van Sant
- Josef Sommer...Ted van Sant
- Tina Louise...Charmaine Wimperis
- Franklin Cover...Ed Wimperis
- Toni Reid...Marie Axhelm
- George Coe...Claude Axhelm
- Carole Mallory...Kit Sundersen
- Barbara Rucker...Mary Ann Stravros
- Judith Baldwin...Patricia Cornell
- Michael Higgins...Mr. Cornell
- William Prince...Ike Mazzard
- Carol Eve Rossen...Dr. Fancher
- Robert Fields...Raymond Chandler
- Remak Ramsay...Senhor Atkinson
- Patrick O'Neal...Dale Coba

## Sinopse
Joanna Eberhart é uma jovem inteligente e com aspirações de seguir a carreira de fotógrafa, casada e com dois filhos pequenos. O marido é o advogado Walter que resolve mudar-se com Joanna e a família de Nova Iorque para um subúrbio no Connecticut chamado Stepford. Joanna começa a conhecer as mulheres casadas do lugar e fica intrigada com o fato de que a maioria parece obcecada com o serviço doméstico e completamente submissa aos maridos. Apenas as recém-chegadas como ela, Bobbie e Charmaine, parecem demonstrar algum desconforto com essa atitude das outras. Logo depois de chegarem, Walter tinha avisado Joanna que ficara sócio de uma associação "só para homens". Joanna e sua amiga Bobbie resolvem então reunirem as esposas em um tipo de clube apenas para mulheres. Mas as esposas mais antigas só sabem conversar entre si sobre assuntos domésticos. Quando Charmaine sofre uma mudança de personalidade e começa a agir como as demais, Joanna e Bobbie se apavoram e desconfiam que algo está muito errado. Joanna leva uma amostra da água do lugar a um químico amigo seu que não descobre nada de estranho. Mas as duas não estão satisfeitas e pressentem que algo terrível está para acontecer com elas.

## Prêmios e indicações
- Katharine Ross venceu como melhor atriz o prêmio da Academy of Science Fiction, Fantasy, & Horror films[carece de fontes?]; indicado ao mesmo prêmio como melhor filme[carece de fontes?].

## Sequências
- Revenge of the Stepford Wives (1980). Estrelado por Don Johnson, Sharon Gless, e Julie Kavner.
- The Stepford Children (1987) com Barbara Eden.
- The Stepford Husbands (1996) com Donna Mills e Michael Ontkean
- O remake The Stepford Wives teve Nicole Kidman e Matthew Broderick nos papéis principais.